# Buchenwälder zwischen Ziegenberg und Langer Berg
Koordinaten: 51° 45′ 44″ N, 9° 21′ 33″ O

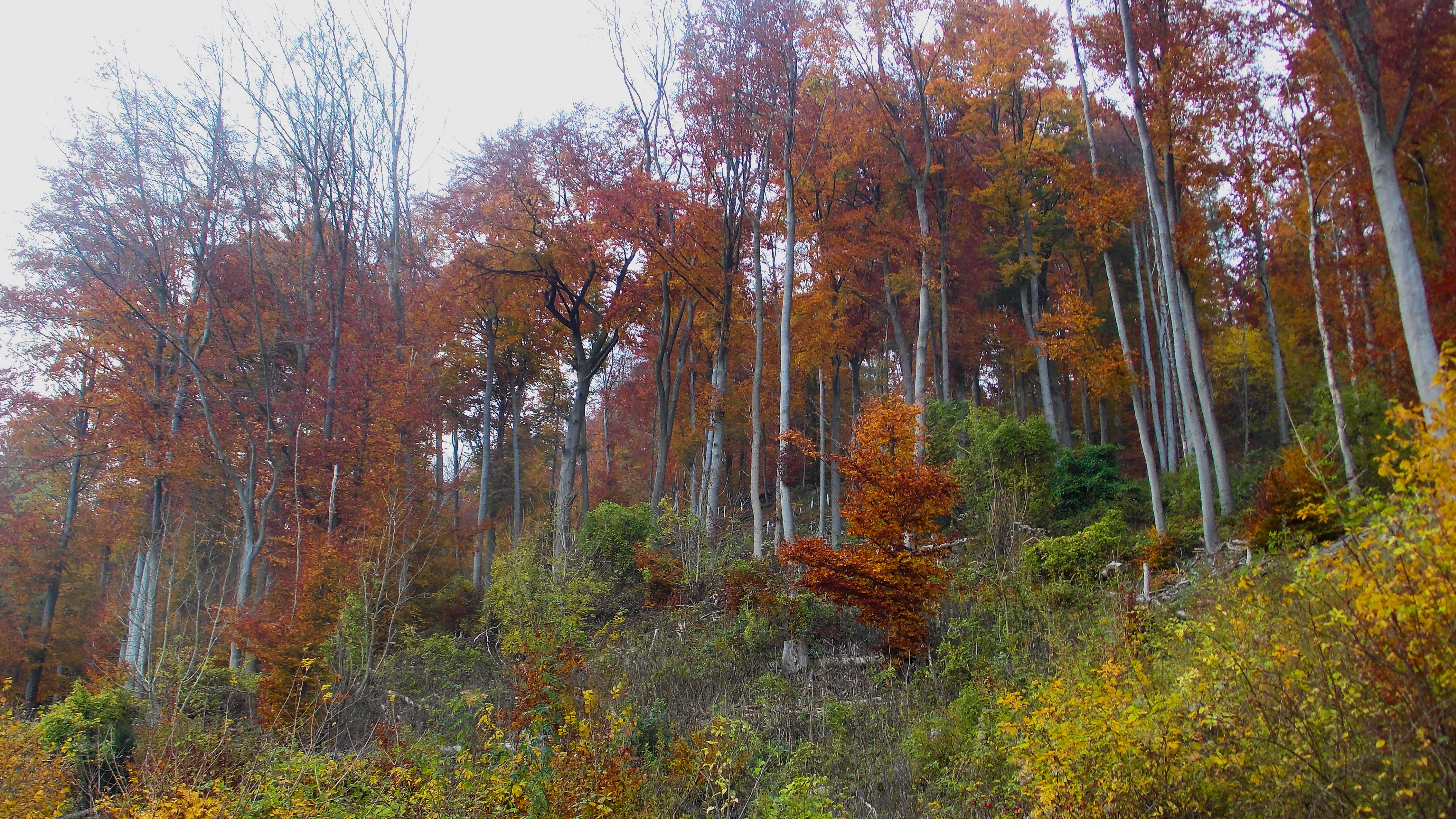
Naturschutzgebiet Buchenwälder zwischen Ziegenberg und Langer Berg (Oktober 2015)

Das Naturschutzgebiet (NSG) Buchenwälder zwischen Ziegenberg und Langer Berg ist ein Naturschutzgebiet im Kreis Höxter in Nordrhein-Westfalen. Das 543,4369 ha große NSG mit der Schlüssel-Nummer HX-001 wurde im Jahr 1930 ausgewiesen. Es liegt auf dem Gebiet der Stadt Höxter südwestlich der Kernstadt. Die B 64 verläuft unweit östlich, die Weser fließt unweit östlich. Unweit östlich verläuft auch die Landesgrenze zu Niedersachsen.